# Осецимская, Галина Романовна
Галина Романовна Осецимская (1936, Москва — 2000, Москва) — советский и российский коллекционер неофициального советского искусства и российского искусства 1990-х годов.

## Биография
Современным ей неофициальным советским искусством Галина Осецимская увлеклась в 1960-х годах, а коллекционированием занялась в 1970-х — 80-х годах, уже состоявшись в первой профессии переводчика. Осецимская посещала многие выставки советского андерграунда и поддерживала дружеские отношения с Алексеем Тяпушкиным, Андреем Гросицким и другими художниками. Некоторые выставки, например экспозиция ранних работ Дмитрия Врубеля, проходили у неё дома. Художественный критик Михаил Боде, рассуждая о подходах к коллекционировнаию искусства, отмечал, что для Осецимской оно стало не факультативным, второстепенным занятием, а главным делом жизни. Сама она писала о начале своего пути в качестве коллекционера следующее:
Реально же, я осознала свою потребность в собирательстве, как ни странно, в Варшаве, когда на смену выставке Макса Эрнста в тот же выставочный зал завезли выставку советского „современного искусства“ со звеньевыми, сталеварами, генсеками и домнами. Было жутковато, но еще более — стыдно. Особенно перед друзьями. Один из них, известный польский сценограф, сказал, что это чистый Оруэлл. К тому времени я уже знала много хороших художников в Москве и понимала, что на этой выставке должны быть именно они, а если их здесь нет и никогда не будет, то я должна их собрать и выставить сама. Начало коллекции, ее первые ласточки — это длинная история, которая только ждет своего озвучивания. Островская, Гинзбург, Слепышев, Тяпушкин, Гросицкий… Коллекция начиналась с них…

## Коллекция
Игорь Осецимский, муж Галины Осецимской, отмечал, что её интерес к искусству был тесно связан с интересом к личности художника. Осецимская не останавливалась на одном авторе или течении, а постоянно следила за актуальным искусством. В её коллекции были представлены почти все значимые имена и направления неофициального советского и российского искусства, включая шестидесятников, концептуалистов, московских акционистов представителей Новой академии изящных искусств Тимура Новикова и молодых художников 1990-х годов. Рассматривая её коллекцию в ретроспективе, Михаил Боде подчёркивал, что если собрание работ 1970-х — 1980-х годов действительно было обязано провенансом дружеским отношениям с конкретными художниками, то в конце 1980-х и начале 1990-х у Осецимской сформирровалась полноценная коллекция, целевой корпус произведений. Ей удалось подметить ключевые тенденции в отечественном искусстве, главные акции и выставки.
| - Галина Осецимская и Павел Пепперштейн на выставке «Новые русские коллекции» - Куратор Пётр Ширковский и коллекционер Галина Осецимская - Игорь и Галина Осецимские в своей квартире в Москве |

В работе коллекционера Осецимская полагалась сперва на интуицию, а затем на приобретённый опыт и понимание того, как должно работать современное искусство. Она уделяла много времени знакомству с художниками, посещению мастерских, тщательно отбирала работы и избегала лишних приобретений. Пополняя коллекцию работами конкретного автора, Осецимская покупала только самые значимые произведения, внимательно отслеживала новые работы и выискивала ценные старые. Иногда она в некоторой степени становилась соавтором работ, подсказывая знакомым художникам оригинальные завершающие штрихи. Почти все произведения в коллекции Осецимской были приобретены у художников напрямую, без участия галерей или других посредников.
Осецимская ушла из жизни в 2000 году. К этому времени её коллекция насчитывала несколько сотен работ, принадлежащих более чем 60 художников. Произведения были дополнены рецензиями, фотографиями и каталогами. Впервые собрание Осецимской было во всей полноте представлено на ярмарке «Арт-Манеж» в Москве в 1999 году. Художественный критик Алексея Мокроусова в рецензии на посмертную выставку коллекции в Московском центре искусств на Неглинной улице отмечал, что она сделала бы честь любому музею. Развитием коллекции и организацией выставок после смерти супруги продолжил заниматься Игорь Осецимский. В 2018 году он передал музею современного искусства «Гараж» для исследования архив Осецимской: газетные вырезки и записные книжки, изложения бесед с художниками и арт-критиками, посвящённые выставкам дневники.
В числе прочих в коллекцию Осецимской входили следующие художники:
- Валерий Айзенберг
- Никита Алексеев
- Сергей Ануфриев
- Алексей Беляев-Гинтовт
- Анатолий Брусиловский
- Александр Виноградов
- Дмитрий Врубель
- Андрей Гросицкий
- Георгий Гурьянов
- Дмитрий Гутов
- Владимир Дубосарский
- Пакито Инфанте
- Франсиско Инфанте
- Илья Кабаков
- Георгий Кизевальтер
- Нина Котёл
- Олег Кулик
- Ростислав Лебедев
- Юрий Лейдерман
- Игорь Макаревич
- Богдан Мамонов
- Александр Мареев
- Андрей Монастырский
- Аркадий Насонов
- Владимир Немухин
- Евгений Нестеров
- Тимур Новиков
- Антон Ольшванг
- Анатолий Осмоловский
- Георгий Острецов
- Николай Панитков
- Павел Пепперштейн
- Виктор Пивоваров
- Анатолий Слепышев
- Ольга Тобрелутс
- Алексей Тяпушкин
- Аристарх Чернышев
- Ольга Чернышева
- Иван Чуйков

## Выставки
- Арт-Манеж (международная ярмарка современного искусства), Московский Манеж, 1999[7][10]
- Первая выставка проекта «Новые русские коллекции», Московский центр искусств на Неглинной, 2000[8][11]
- Russisk kunst efter Perestrojka (дат. Русское искусств после перестройки, Sorø Kunstmuseum[англ.], Сорё, Дания, 2014[7][12]